# Почтеност
Почтеност е практикуването на честен начин на живот, както и последователно и безкомпромисно спазване на силни морални и етични принципи и ценности.

## Етимология
Думата почтеност еволюира от лат. прилагателно integrity – „цяло число“, със смисъла на „цяло“ или „завършено“. В този контекст, почтеността е вътрешният смисъл на „целостта“, произтичаща от качества като честност и последователност на характера. Ето защо почтеността се тълкува като действие в съответствие с ценностите, убежденията и принципите.

## В етиката
В етиката, при обсъждането на поведение и морал, се казва, че индивид притежава добродетелта почтеност, ако действията му се извършват въз основа на вътрешна последователна рамка от принципи. В етиката, почтеността се разглежда като честност и истинността или точност на действия. Почтеността може да стои в опозиция на лицемерието, в отсъждането със стандартите на почтеността по отношение на вътрешната съгласуваност като добродетел, и показва, че страни, притежаващи в себе си очевидно противоречиви стойности, трябва да са отговорни за несъответствието или да променят своите убеждения.

## Политическа почтеност
Почтеността е важна за политиците, защото те са избрани, назначени или избрани да служат на обществото. За да може да служат, на политиците са дадени правомощия да направят, изпълняват или контролират политиката. Те имат възможност да повлияят върху нещо или някого. Има, обаче, риск политиците да не използват тази сила, за да служат на обществото. Аристотел казва, че тъй като владетелите имат власт, те ще бъдат изкушени да я използва за лична изгода. Важно е политиците да издържат на това изкушение, а това изисква почтеност.

## Във философията на правото
Ronald Myles Dworkin твърди, че моралните принципи, които хората ценят, често са погрешни, дори до степен, че са приемливи с определени престъпления, ако нечии принципи са изопачени достатъчно. За да се открият и прилагат тези принципи, съдилищата тълкуват правните данни (законодателство, съдебни случаи и т.н.) с цел изразяване на тълкуване, което най-добре обяснява и аргументира досегашната правна практика. Всички интерпретация, твърди Дворкин, трябва да следват понятието „правото като цялост/закона за почтеност“ (Law as integrity), за да имат смисъл.

## Психологически / тестове за подбор на работа
Процедурите, известни като „тестове за почтеност“ имат за цел да идентифицират потенциални служители, които могат да крият отрицателни или унизителни аспекти от своето минало, като наказателна присъда, психиатрично лечение или злоупотреба с наркотици. Идентифициране на неподходящи кандидати може да предпази работодателя от проблеми, които иначе биха могли да възникнат по време на срока им на назначаване на работа. Тестове за честност направят някои предположения, по-специално:
- че лицата имат „ниска почтеност“
- че лицата, които имат „ниска почтеност“, се опитват да намерят причини да оправдават подобно поведение
- че лицата, които имат „ниска почтеност“, очакват от другите да са по-склонни да извършат престъпление, например кражба[10]
- че лицата, които имат „ниска почтеност“ проявяват импулсивно поведение
- че лицата, които имат „ниска почтеност“ са склонни да мислят, че обществото трябва сериозно да накаже девиантното поведение и по-конкретно подкрепят по-строги мерки, прилагани към извращения, проявявана от други хора

Твърдението, че тези тестове могат да открият „фалшиви“ отговори играе решаваща роля в разкриването на хората, които имат ниска почтеност. Наивните анкетираните наистина вярват, че преструвките им биха отчели отклонения от тяхното минало, както и техните мисли за отклонение на другите, опасявайки се, че ако не кажат истината, това ще разкрие личната им „ниска почтеност“. Тези респонденти смятат, че колкото по-откровени са в техните отговори, толкова в по-висока степен ще се отчете тяхната почтеност.

## Други области на почтеност
Дисциплините и областите, които имат интерес към почтеността, включват философия на действие, философия на медицината, математиката, на ума, познание, съзнание, материалознание, инженерни съоръжения, както и политиката. Популярната психология идентифицира лична почтеност, професионална почтеност, художествени почтеност и интелектуална почтеност.